# Mikitamäe kommun
Mikitamäe vald är en kommun i Estland.   Den ligger i landskapet Põlvamaa, i den sydöstra delen av landet, 230 km sydost om huvudstaden Tallinn. Antalet invånare är 998. Arean är 104 kvadratkilometer.
Terrängen i Mikitamäe vald är mycket platt.
Följande samhällen finns i Mikitamäe vald:
- Mikitamäe
- Võõpsu küla